# Medicina allopatica

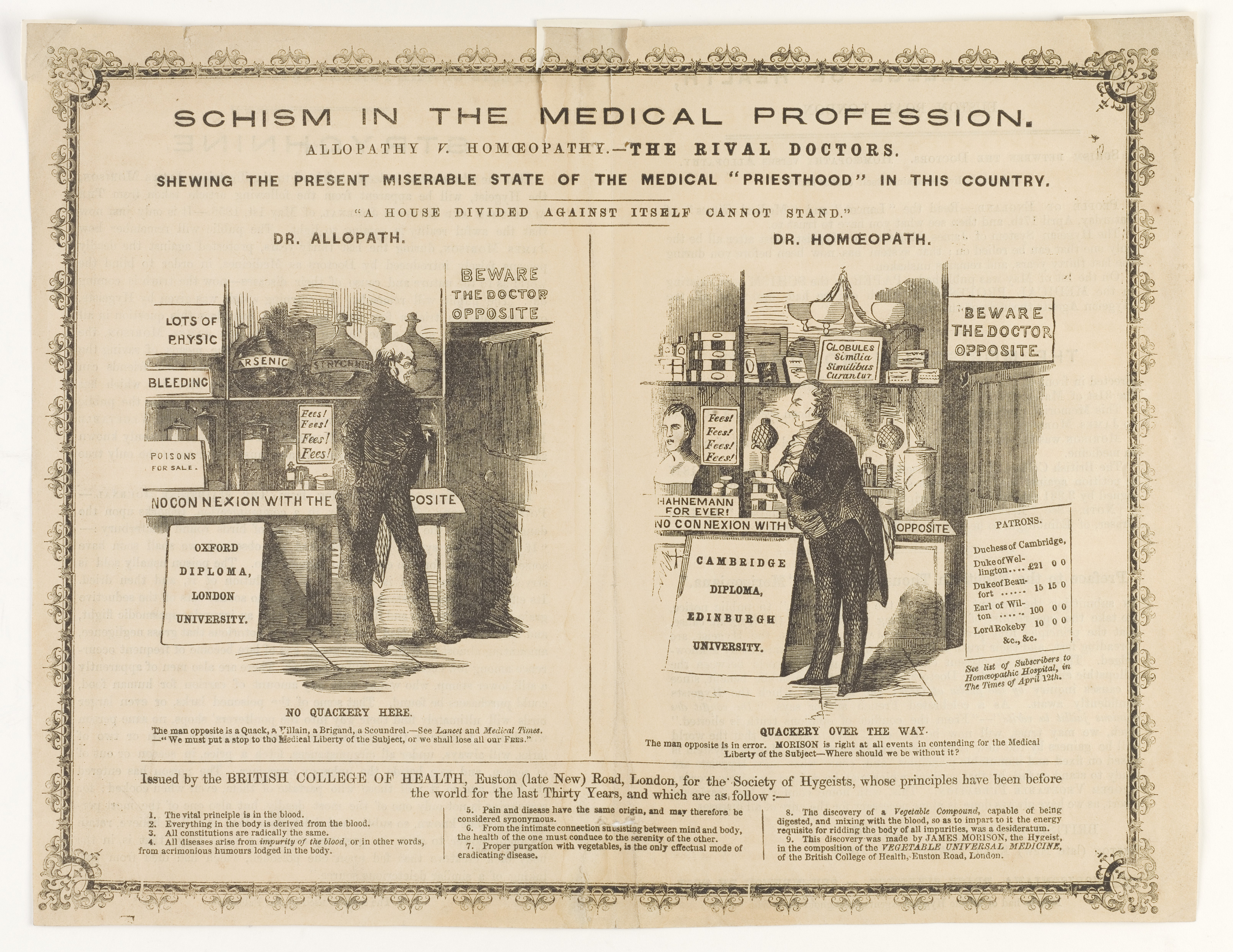
Un manifesto propagandistico dove si mette a confronto l'omeopatia con l'allopatica.

Medicina allopatica o allopatia (dal greco ἄλλος, diverso, e πάθος, sofferenza) è un termine originariamente coniato da Samuel Hahnemann nel XIX secolo. Con esso il fondatore dell'omeopatia intendeva evidenziare, da parte della medicina convenzionale del tempo, l'utilizzo di principi farmacologici o azioni curative contrari a quelli che hanno provocato la malattia e volti a contrastarne i sintomi (secondo l'aforisma galeniano contraria contrariis curantur), anziché l'impiego di minime quantità di principi che, essendo sostanze provocanti effetti simili a quelli della malattia, attiverebbero una reazione guaritrice da parte dell'organismo, secondo i dettami filosofici dell'omeopatia (similia similibus curantur).
Il termine viene ancora oggi usato da alcuni sostenitori dell'omeopatia, e più in generale dai sostenitori delle medicine alternative, per indicare in senso dispregiativo la medicina moderna a base scientifica, nonostante il termine nell'originaria accezione non sia più applicabile, per via dell'enorme progresso nei metodi e criteri medico-scientifici avutosi nel frattempo, ed il fatto che molte terapie moderne non siano riconducibili a tale principio filosofico. Infatti nell'ambito della medicina basata sul metodo scientifico non è rilevante che la cura sia definibile in senso filosofico "simile" od "opposta" al male, ma solo che funzioni in modo efficace, sicuro, riproducibile e documentato.
A volte i termini "allopatico" o "allopatia" sono utilizzati in leggi o norme che inquadrano medicine alternative, al fine di poter distinguere nominalmente e ontologicamente i diversi ambiti: vedasi, ad esempio, il decreto legislativo 185/1995 che tratta i medicinali omeopatici.